# Сражение под Остроленкой (картина)
Сражение под Остроленкой 26 мая 1831 года  (пол. Bitwa pod Ostrołęką dnia 26 maja 1831 roku) — историческое полотно польского художника Кароля Маланкевича, изображающее одно из самых больших и кровопролитных сражений между русскими войсками под командованием фельдмаршала И. И. Дибича-Забалканского и польскими повстанцами под командованием главнокомандующего, генерала Я. Скржинецкого у города Остроленка 14 (26) мая 1831 года в ходе подавления Польского восстания 1830 года. Создана в 1838 году.
На картине изображен начальный дообеденный этап битвы. С правой стороны полотна виден расположенный на левом, восточном берегу горящий город, занятый русскими частями. Выше Остроленки на песчаном выступе на позициях расположились русские артиллерийские батареи, ведущие обстрел польских повстанцев, находящихся на правом берегу.
Через реку наведены 2 моста. Высокий шоссейный, который защищают выдвинувшиеся 4 полка польской пехоты из бригады генерала Л. Богуславского от наступающих русских гренадеров. Ниже виден второй плавающий (понтонный) мост, по которому прорываются воины Астраханского 12-го гренадерского полка (по окончании сражения в Астраханском полку осталось не более 600 человек) и гвардейского батальона А. А. Суворова. Первые русские шеренги уже на правом польском берегу.
С левой стороны картины виден прибывший на поле боя главнокомандующий польскими войсками генерал Ян Скржинецкий в окружении штаба и эскорта легкой кавалерии — кракусов.
Картина с большой достоверностью изображает обмундирование, оружие и амуницию сражающихся, а также топографически точно передает поле боя. По-видимому, автор сам был непосредственным участником сражения у Остроленки.
Полотно польского художника-баталиста, участника польского восстания 1830 года, К. Маланкевича, который после подавления восстания, вместе с остатками мятежников эмигрировал во Францию, было обнаружено там в одном из частных домов в конце 1990-х годов. После тщательной реставрации оно было выставлено на продажу. 
В 2005 году картину купил Музей культуры в Остроленке, где и находится в настоящее время.